# Rivière Godbout Est
Pour les articles homonymes, voir Godbout (homonymie).
La rivière Godbout Est est un cours d'eau qui coule dans Sept-Rivières et Manicouagan, dans la région administrative de la Côte-Nord, au Québec, au Canada.

## Géographie
La rivière Godbout Est coule du nord au sud, dans les territoires non organisés de Sept-Rivières et Rivière-aux-Outardes sur la Côte-Nord.
La rivière prend sa source au Lac Sainte-Anne et coule vers le sud sur 42 km avant de confluer avec la rivière Godbout.
Cette rivière est située à l'ouest du bassin versant de la rivière Pentecôte. 
Le principal tributaire de La rivière Godbout Est rivière Beauzèle (principal tributaire).

## Toponymie
Le toponyme rivière Godbout Est a été officialisé le 5 décembre 1968 à la Banque des noms de lieux de la Commission de toponymie du Québec.